# Moulin de Trouguer
Situé sur le site de Trouguer, le moulin de Trouguer est un moulin à vent situé sur la commune de Cléden-Cap-Sizun. Ce moulin-tour en granite, restauré et fonctionnel depuis août 2007, s'élève en avant de la zone protégée de la pointe du Van, non loin du site archéologique gallo-romain de Trouguer.

## Histoire
Le moulin-tour construit en 1830 est le dernier de la quinzaine de moulins que compte la commune au XVIe siècle, certains servant aussi de repères aux navires passant dans le raz de Sein. Décapité lors d'une tempête en 1945, il est abandonné en 1952 par Jean-Dominique Carval, meunier locataire de la famille Marchand de Trouguer. 

Le moulin est acheté par la commune en 1998, puis restauré et doté d'un nouvel engrenage et d'un nouveau toit en 2003. En 2009, le moulin produit 30 kilogrammes de farine de froment par heure pour sa première mouture. Depuis, le moulin moud le blé des champs avoisinants, lors des fêtes, comme la fête de la moisson Gouel an Eost qui a lieu en juillet chaque année ou les journées du patrimoine des moulins.

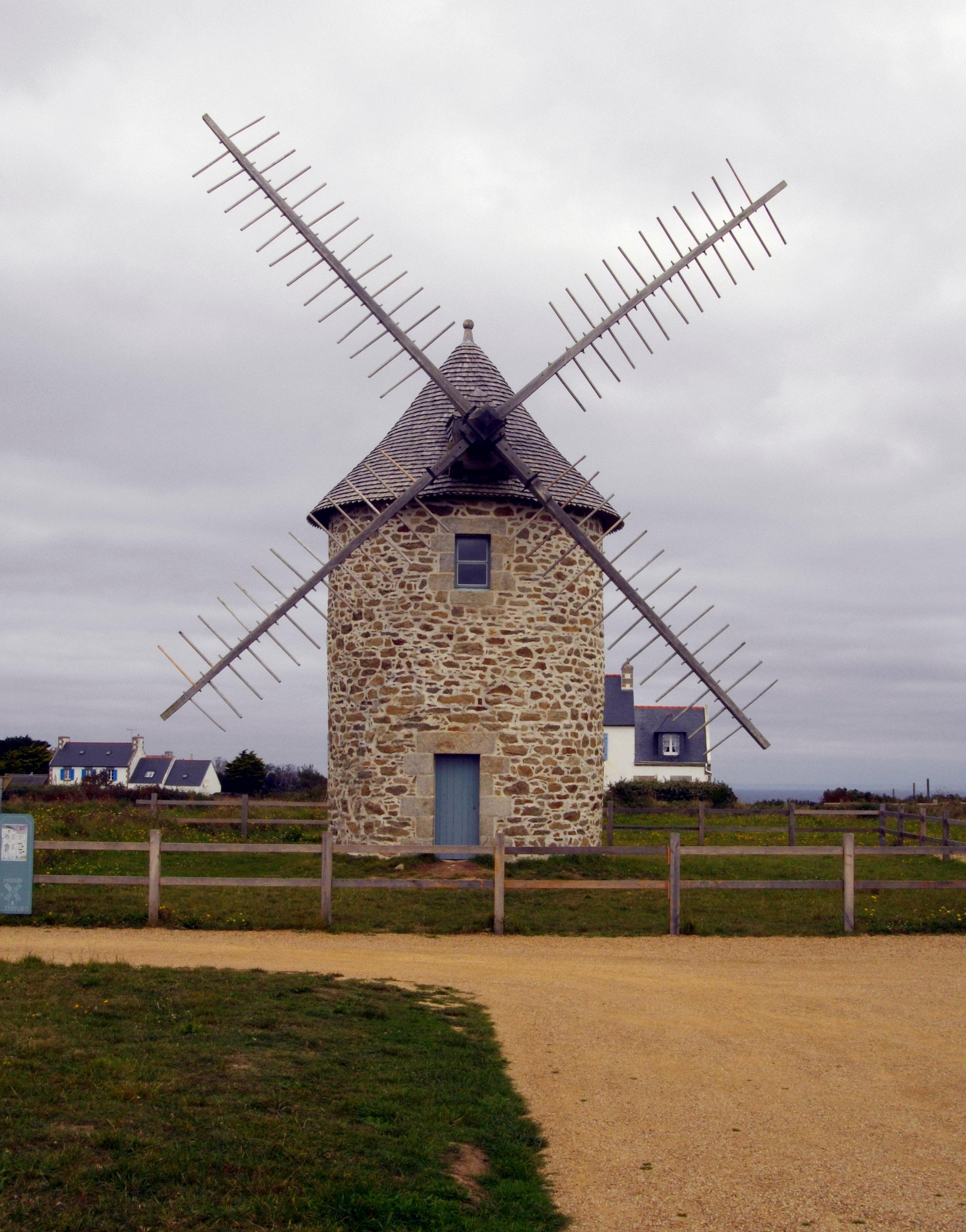
Moulin-tour de Trouguer - vue de face
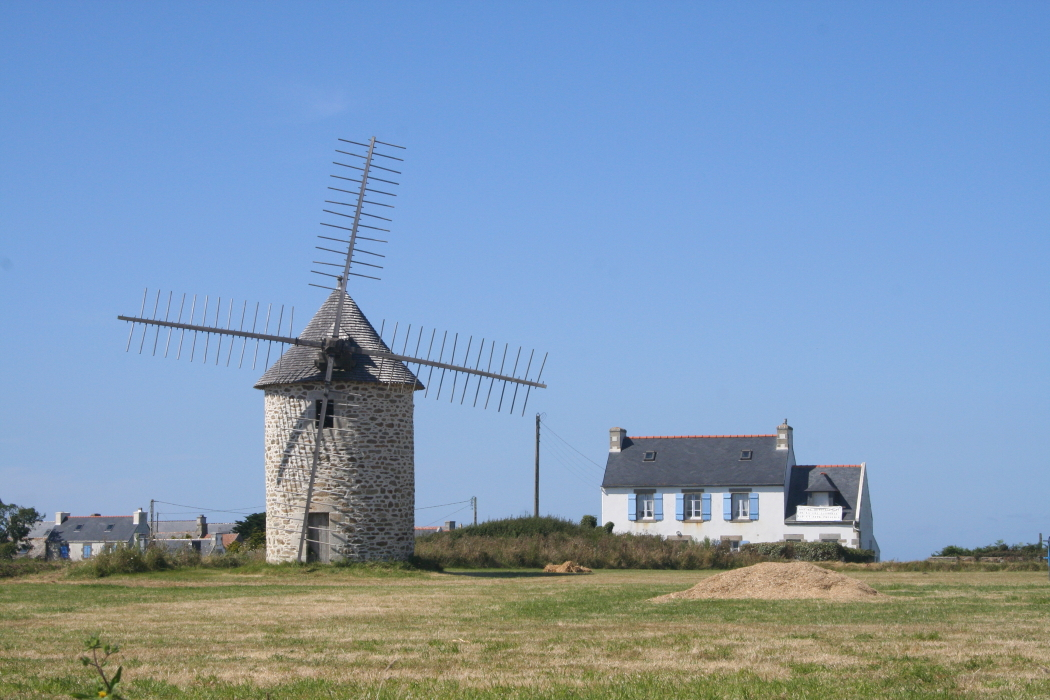
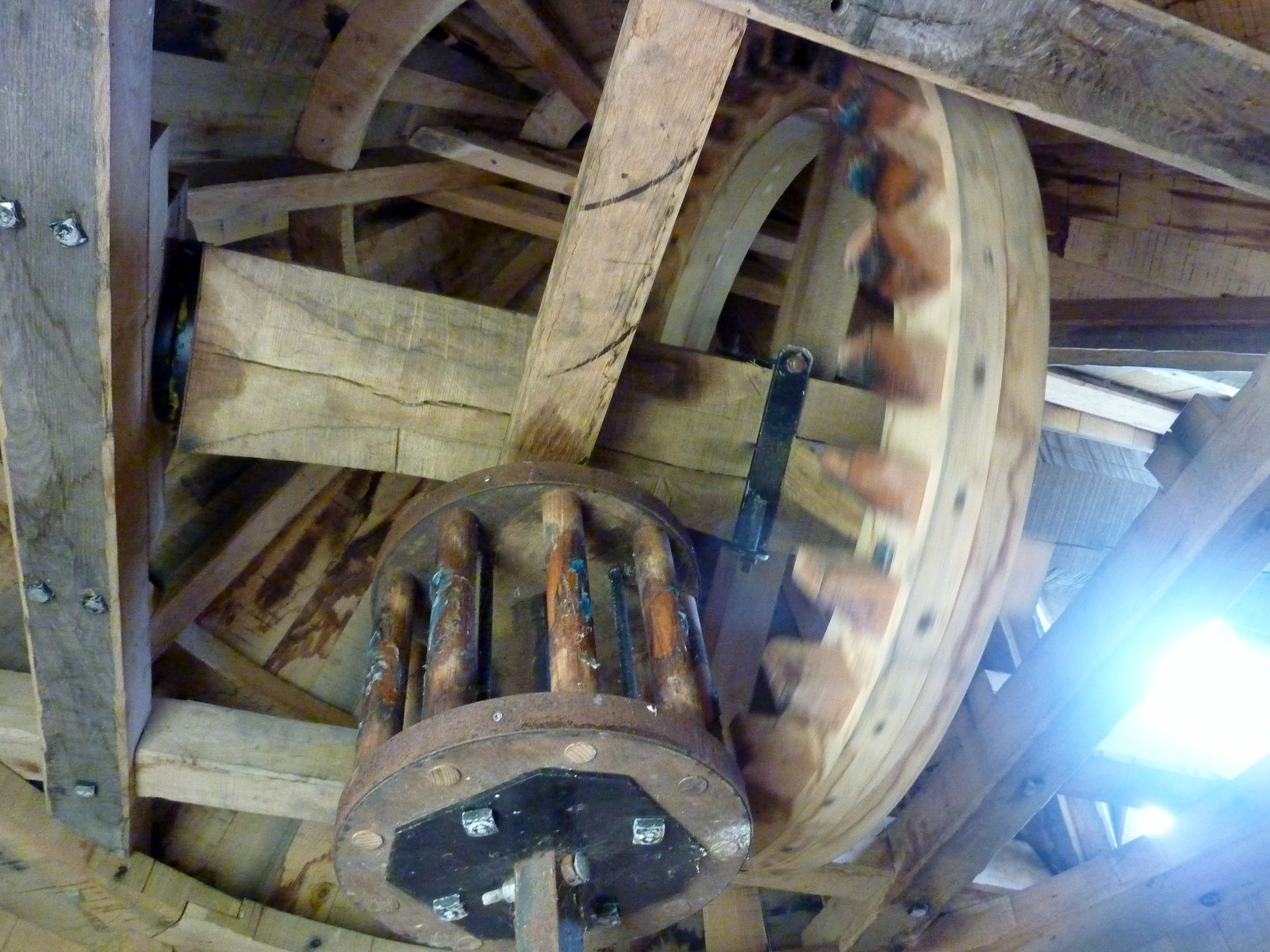
Engrenages du moulin-tour

Un autre moulin sur pivot ou chandelier, dit Kantolor(br), disparu dans les années 50-60 et reconstruit à l’identique et fonctionnel depuis 2010, se trouve sur le même site proche du premier,. Ce dernier perd en 2011 une de ses ailes lors de sa mise en route à la suite d'un acte de vandalisme. 

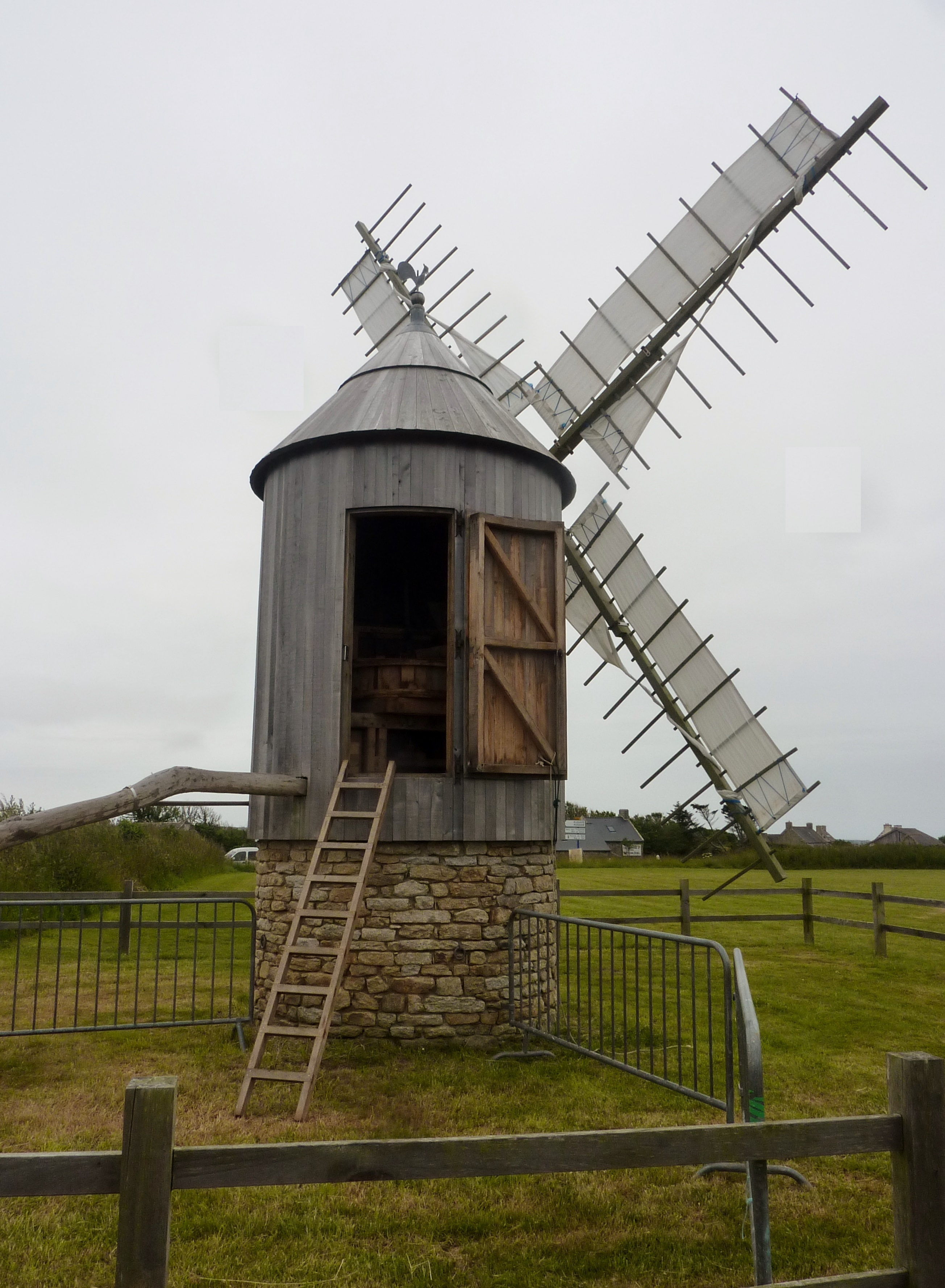
Moulin à pivot de Trouguer - Vue arrière
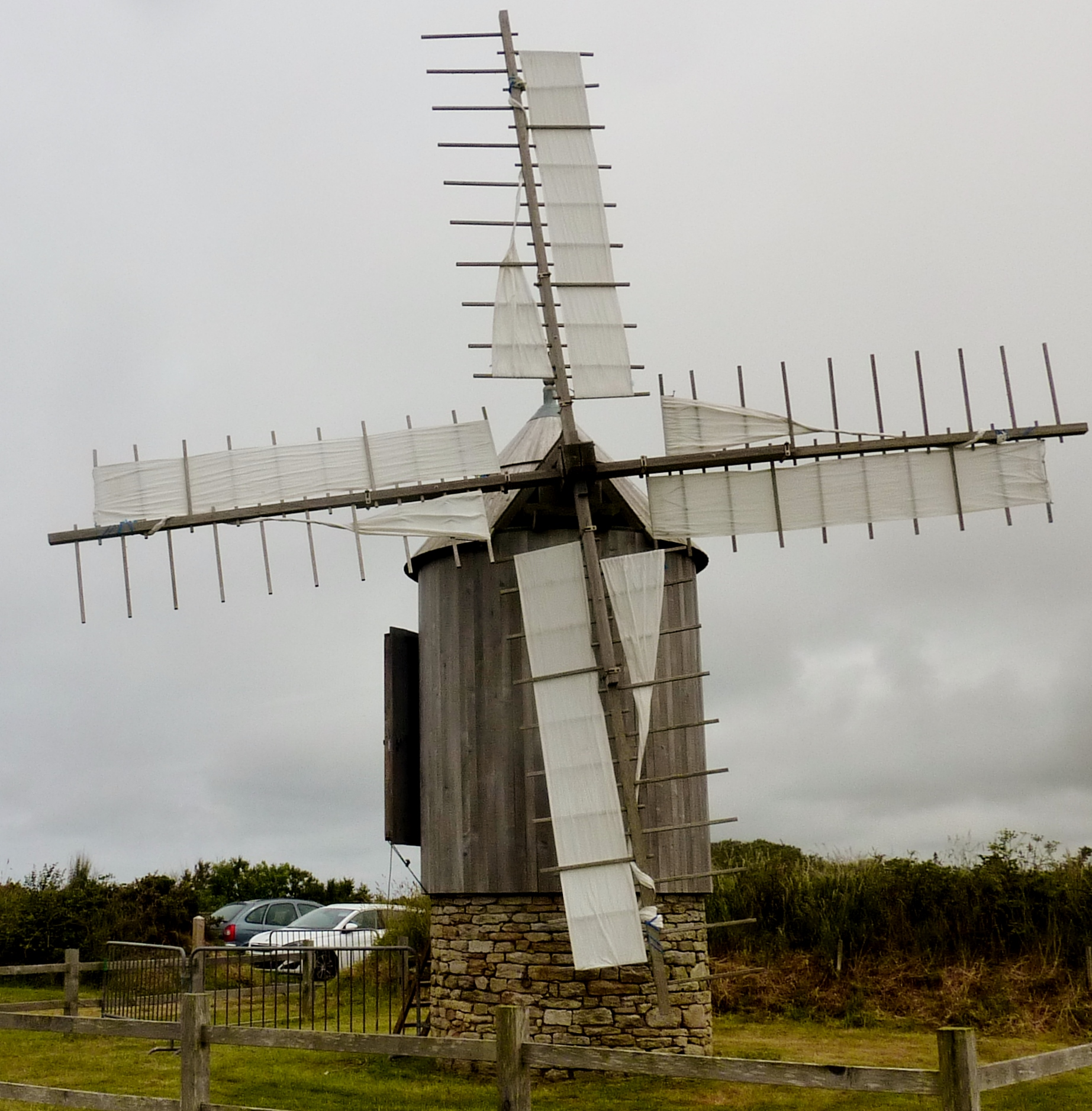
Moulin à pivot de Trouguer - vue de face